# Pitcairnia oblongifolia
Pitcairnia oblongifolia är en gräsväxtart som beskrevs av Lyman Bradford Smith. Pitcairnia oblongifolia ingår i släktet Pitcairnia och familjen Bromeliaceae. IUCN kategoriserar arten globalt som starkt hotad. Inga underarter finns listade i Catalogue of Life.